# Gauting
Gauting è un comune tedesco di 20 552 abitanti, situato nel land della Baviera.